# قمروشيات
القُمْرُوشِيَّات أو رتبة جلوميريدا (الاسم العلمي: Glomerida)، رتبة دويبات من ألفية الأرجل الحبيبية التي توجد بشكل رئيسي في نصف الكرة الشمالي. وتضم الرتبة حوالي 30 جنسًا و280 نوعًا على الأقل.